# Hydriastele longispatha
Hydriastele longispatha är en enhjärtbladig växtart som först beskrevs av Odoardo Beccari, och fick sitt nu gällande namn av William John Baker och Adrian H.B. Loo. Hydriastele longispatha ingår i släktet Hydriastele och familjen Arecaceae.
Artens utbredningsområde är Papua Nya Guinea. Inga underarter finns listade i Catalogue of Life.